# Clasmatocolea fragillima
Clasmatocolea fragillima là một loài Rêu trong họ Geocalycaceae. Loài này được Spruce mô tả khoa học đầu tiên năm 1885.